# Vindula kohana
Vindula kohana är en fjärilsart som beskrevs av Hans Fruhstorfer 1906. Vindula kohana ingår i släktet Vindula och familjen praktfjärilar. Inga underarter finns listade i Catalogue of Life.